# Belgische militaire begraafplaats van De Panne

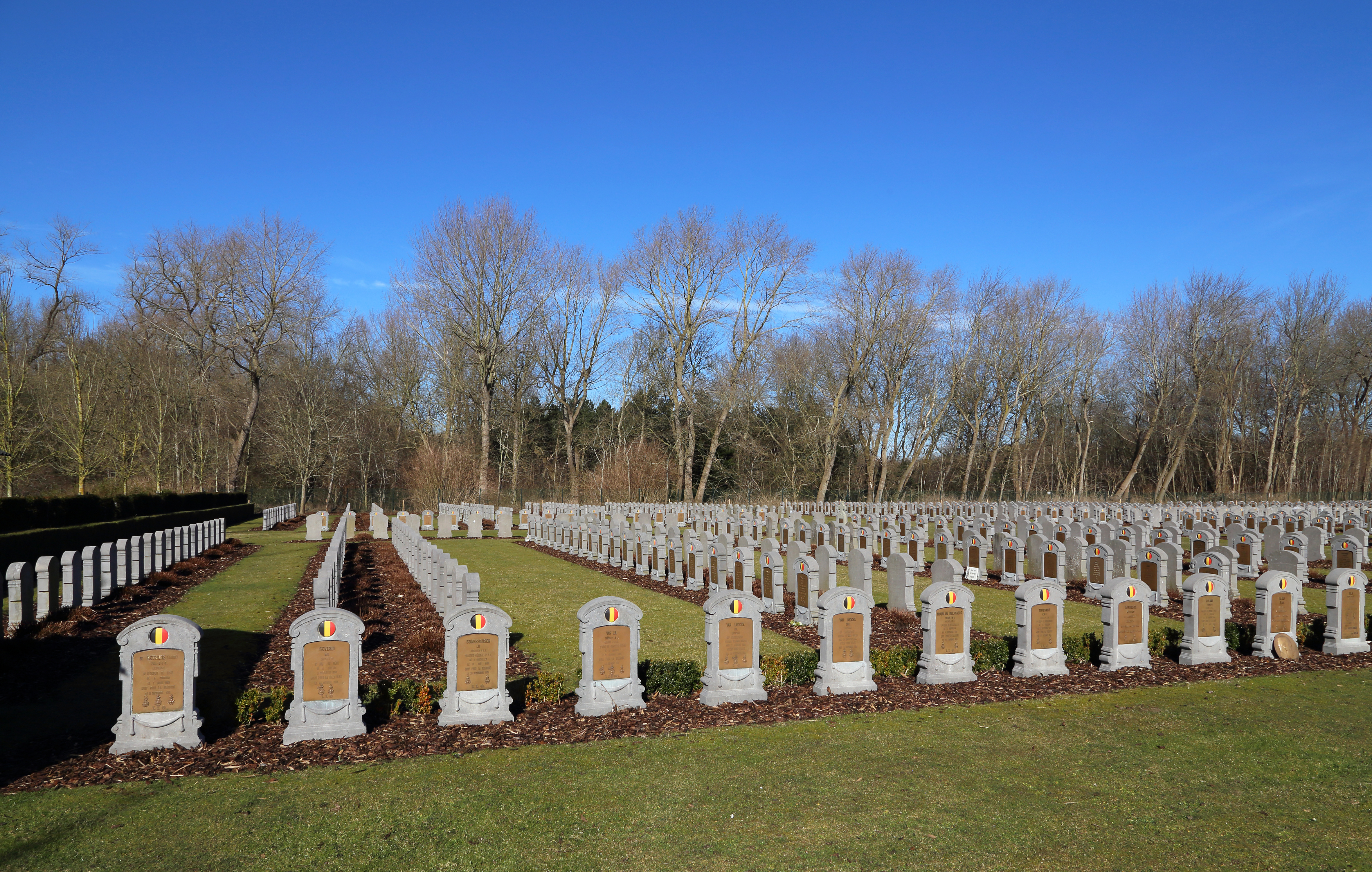
De begraafplaats

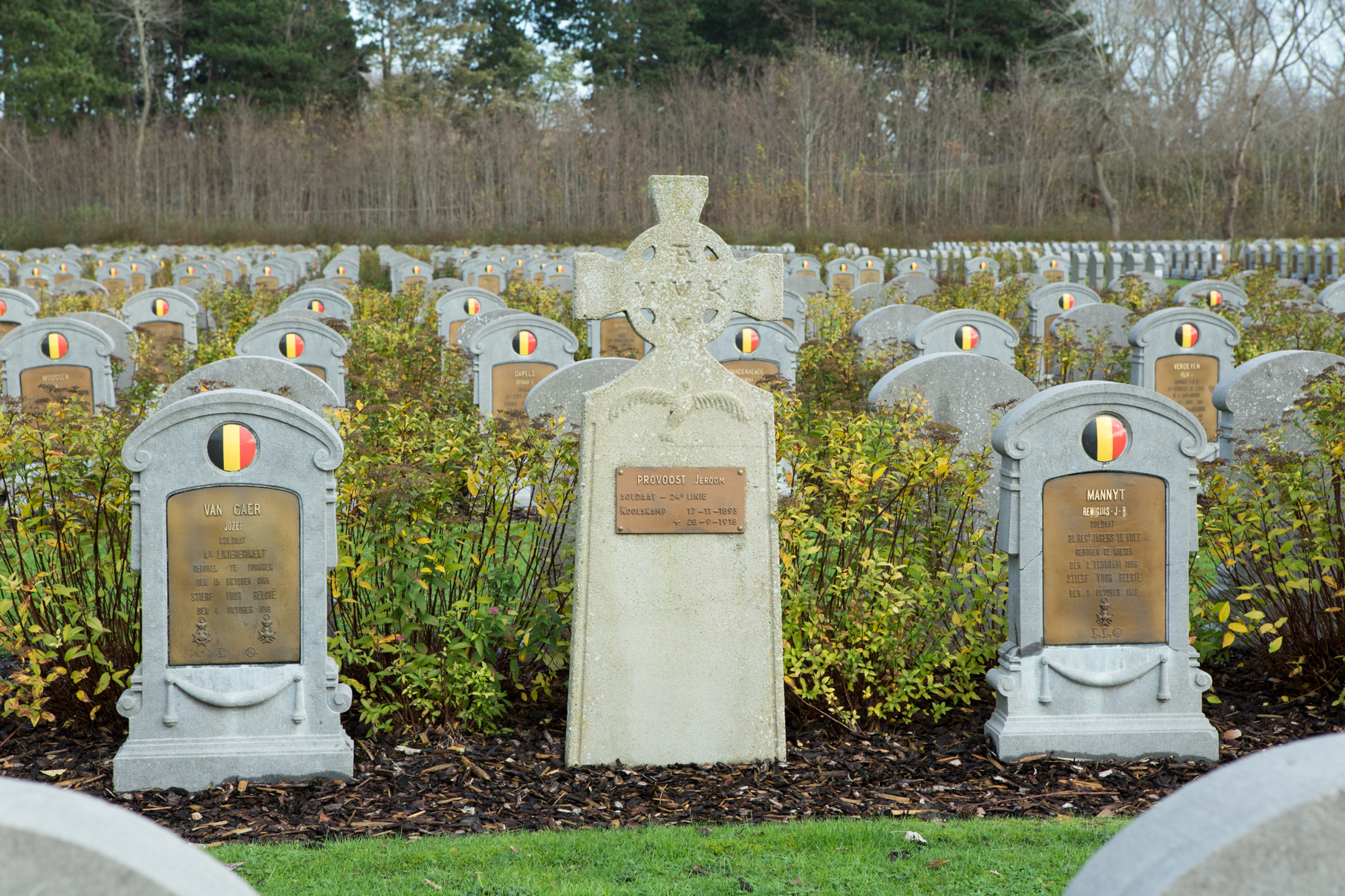
Een heldenhuldezerk tussen de officiële grafstenen

De Belgische militaire begraafplaats van De Panne is een militaire begraafplaats van de Eerste Wereldoorlog in de Belgische kustplaats De Panne. Deze Belgische militaire begraafplaats telt meer dan 3.700 graven en is daarmee de grootste begraafplaats met Belgische gesneuvelden. De begraafplaats ligt naast de gemeentelijke begraafplaats van De Panne en heeft een rechthoekige vorm met een oppervlakte van 270 are.
In De Panne was vanaf december 1914 in hotel L'Océan een hospitaal van het Belgische Rode Kruis ingericht, dat bleef dienstdoen tot oktober 1919. Reeds in de oorlog zou deze begraafplaats aangelegd zijn in de duinen. Rond 1920 lagen hier ruim 1.400 Belgische graven. In de jaren 1920 werd de begraafplaats uitgebreid met gesneuvelden die werden verzameld uit onder meer Veurne, Booitshoeke, Kaaskerke, Oostkerke, Sint-Jacobskapelle, Sint-Rijkers, Westvleteren en Beveren en werden er officiële Belgische grafstenen geplaatst. Van de meer dan 3.300 Belgische doden uit de Eerste Wereldoorlog konden er ruim 800 niet worden geïdentificeerd. Daarnaast liggen er ook nog meer dan 30 Fransen die sneuvelden in de Eerste Wereldoorlog. De begraafplaats werd nog uitgebreid in de Tweede Wereldoorlog met meer dan 300 Belgische gesneuvelden. Op de naburige gemeentelijke begraafplaats liggen nog Britse gesneuvelden uit de beide wereldoorlogen begraven en bevindt zich een perk met Belgische oud-strijders. De begraafplaats telt nog 13 graven met een heldenhuldezerk.